# Bachmühle Görsdorf

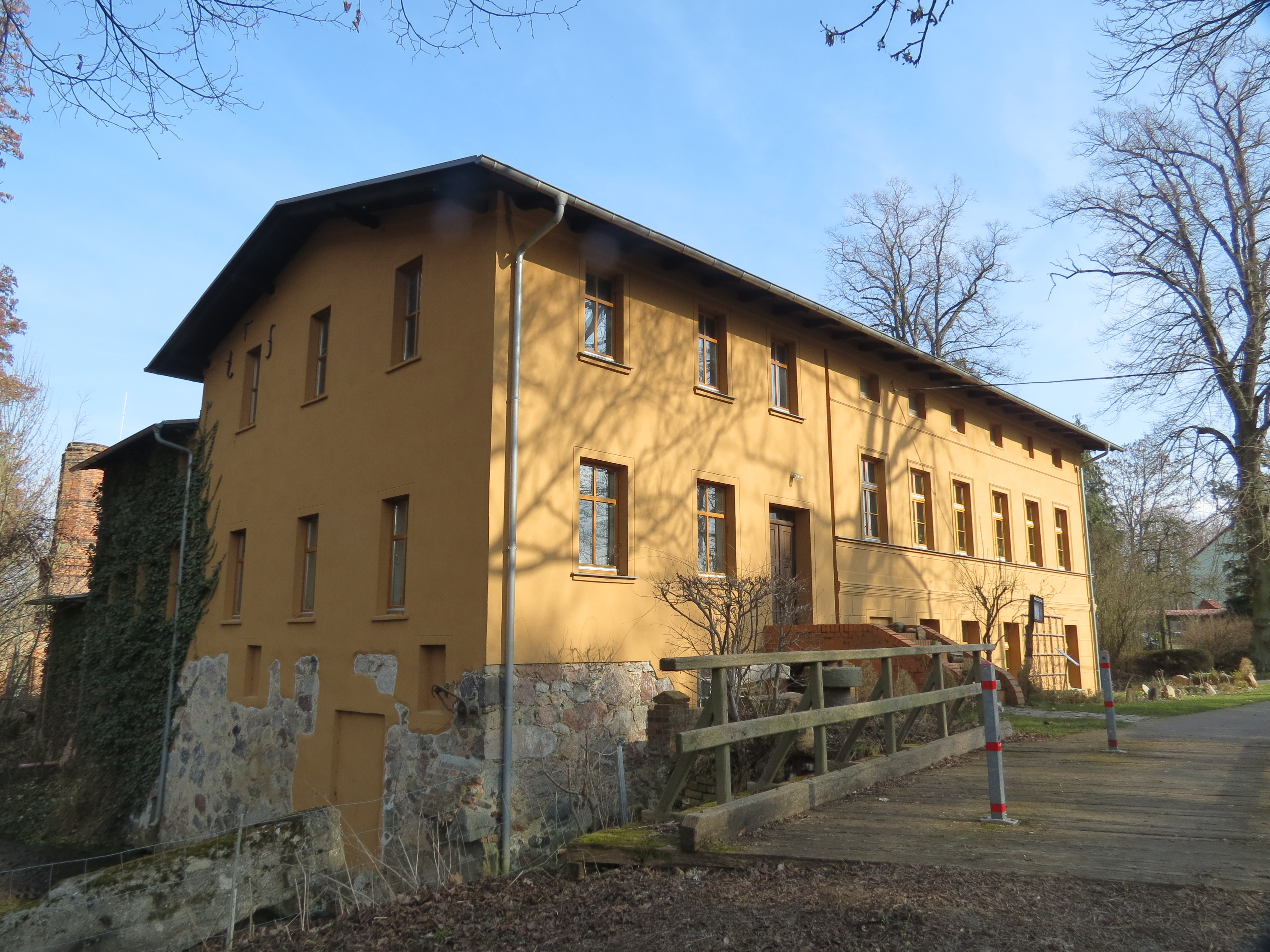
Bachmühle Görsdorf, restauriertes Mühlengebäude, Eingangsseite

Die Bachmühle Görsdorf ist eine historische Wassermühle an der Dahme im Ortsteil Görsdorf der Gemeinde Dahmetal im Landkreis Teltow-Fläming (Brandenburg). Die ehemalige Mühle ist eine der 18 historischen Wassermühlen an der Dahme und eine Station am Dahme-Wassermühlen Rad- und Wanderweg. Sie wurde 1658 erstmals urkundlich erwähnt.

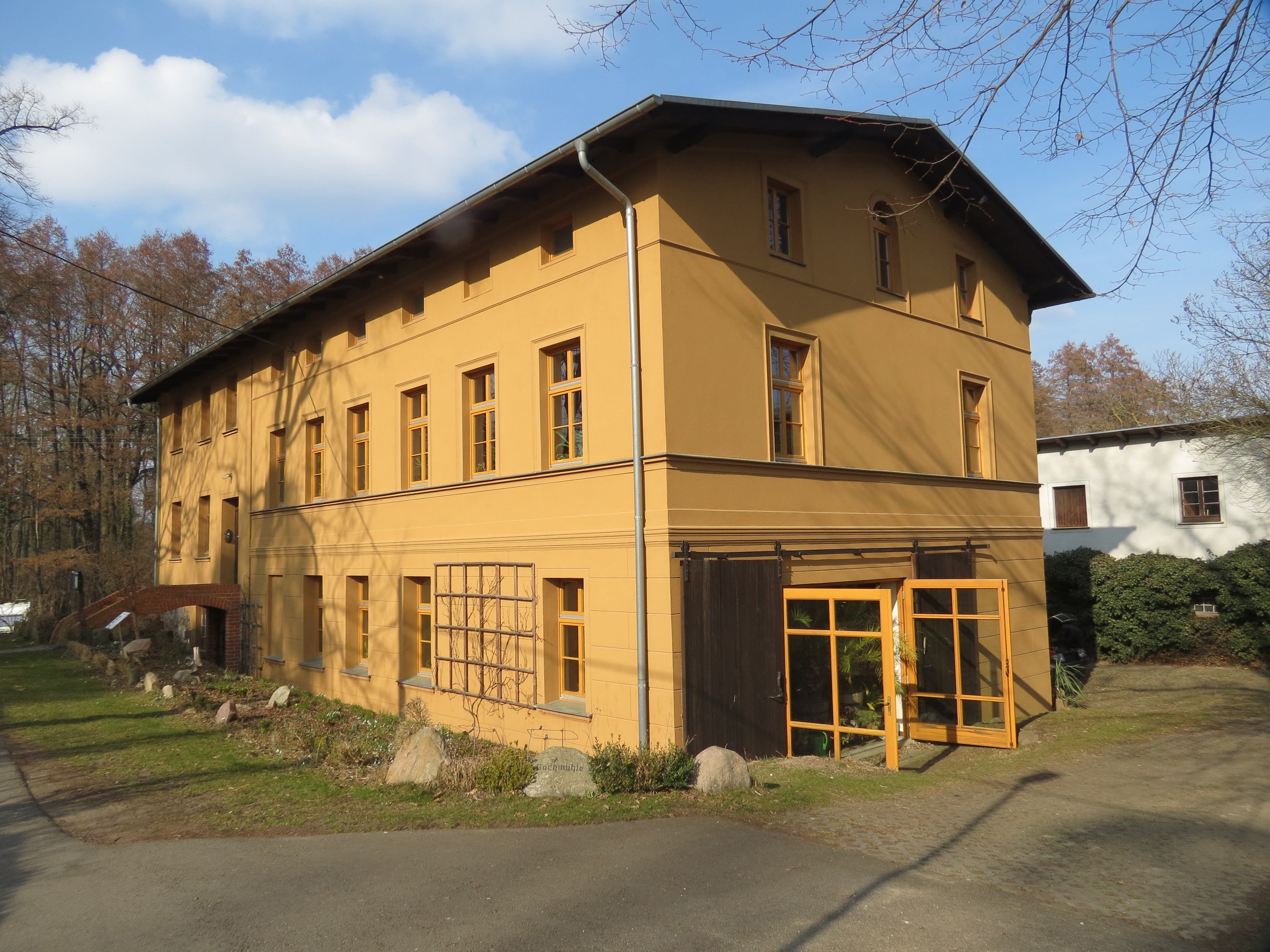
Bachmühle Görsdorf, restauriertes Mühlengebäude, Schmalseite

## Lage
Die Bachmühle liegt etwa 400 Meter südöstlich vom Ortskern von Görsdorf, an der Ruine des Gutshauses vorbei an der Dahme. 150 Meter südlich verläuft die L71 von Liebsdorf nach Zagelsdorf. Die Bachmühle liegt auf etwa 75 m ü. NHN.

## Geschichte
Die Geschichte der Bachmühle ist bisher nur wenig erforscht. Die Daten sind verstreut und meist ohne Quellenangaben publiziert. Daher sind manche Angaben mit Vorsicht zu behandeln. Diese wenig sorgfältige Vorarbeit wird auch durch die doppelte Beschreibung der Bachmühle in der Website Ländliche Baukultur dokumentiert; einmal als Bachmühle Görsdorf (Abbildung des nicht sanierten Mühlengebäudes) und einmal als Mühle Liebsdorf (das sanierte Mühlengebäude). Die erste urkundliche Erwähnung nach der Erklärungstafel (1745) und der Website Ländliche Baukultur (1754) kann nach dem Historischen Ortslexikon Jüterbog-Luckenwalde deutlich vorverlegt werden.
Die Bachmühle wird 1658 erstmals urkundlich erwähnt. 1665 klagte der Mühlenbauer Hans Schmiel gegen den Schützen und Müller des Rittergutsbesitzers Wolfgang von Löben zu Görsdorf, dass dieser ihm auf der Liebsdorfer Feldmark sein Handwerkszeug weggenommen hatte. 1699 wurden Anna Christine von Rodewitz, geb. von Raschkau, bzw. deren Ehemann, Caspar Sigismund von Rodewitz als Lehnsträger mit dem Hof und Dorf Gersdorf samt allen Zubehörungen, der Ober- und Niedergerichtsbarkeit, dem Kirchlehen, der Bach- und der Windmühle, 5 Freihufen, einer Wiese, dem sog. Eichholz, dem Fischteich und 2 Hufen im Dorf Gersdorf sowie einer Wiese und 2 Hufen zwischen den Dörfern Gersdorf und Bornsdorf (?) und der vorher Joachim Schütze gehörigen Weidemühle belehnt. Die Belehnung zur gesamten Hand erhalten Johann Albrecht von Raschkau, Bruder Anna Christines, und die Gebrüder Konrad Christoph, General, und Georg Friedrich von Birckholtz, Generalmajor. 1702 wurde Johann Albrecht von Raschkau mit dem Hof und Dorf Gersdorf, wie es vorher Johann Friedrich und Wolf Christoph von Loeben, danach Anna Christine von Rodewitz bzw. deren Ehemann, Caspar Sigismund von Rodewitz, innegehabt hatten, belehnt. Damit kamen Rittergut und Bachmühle Görsdorf in den Besitz der Familie von Raschkau. 1745 lieferte die Bachmühle Bretter zur Sanierung der Kirche, hatte also auch einen Schneidegang.
1765 gehörte die Bachmühle zum Rittergut Görsdorf und war gleichzeitig auch Schenke. Der damalige Gutsherr Hans Dietrich Raschkau hatte Ärger mit der Obrigkeit bekommen, weil der Bierausschank auf der Bachmühle gegen Bestimmungen über Zoll und Bierausschank verstieß. Er beantragte nun offiziell auf dem Gut Sernow eine Schenke anlegen zu dürfen.
Um 1800 war die Bachmühle eine Wassermühle mit zwei Mahlgängen, einem Walk- und einem Schneidegang. 1802 war Johann Gottfried Preuß Pächter der Bachmühle.
1815 wird auch ein Windmühlenmeister in Görsdorf genannt. Diese Windmühle ist nicht im Urmesstischblatt von 1847 eingezeichnet, möglicherweise wurde sie schon vorher zerstört oder ist abgebrannt. Die spätere Windmühle nordöstlich von Görsdorf soll 1875 errichtet worden sein. Ob die ältere Windmühle auch schon auf dem Areal der späteren Windmühle stand, ließ sich nicht ermitteln.

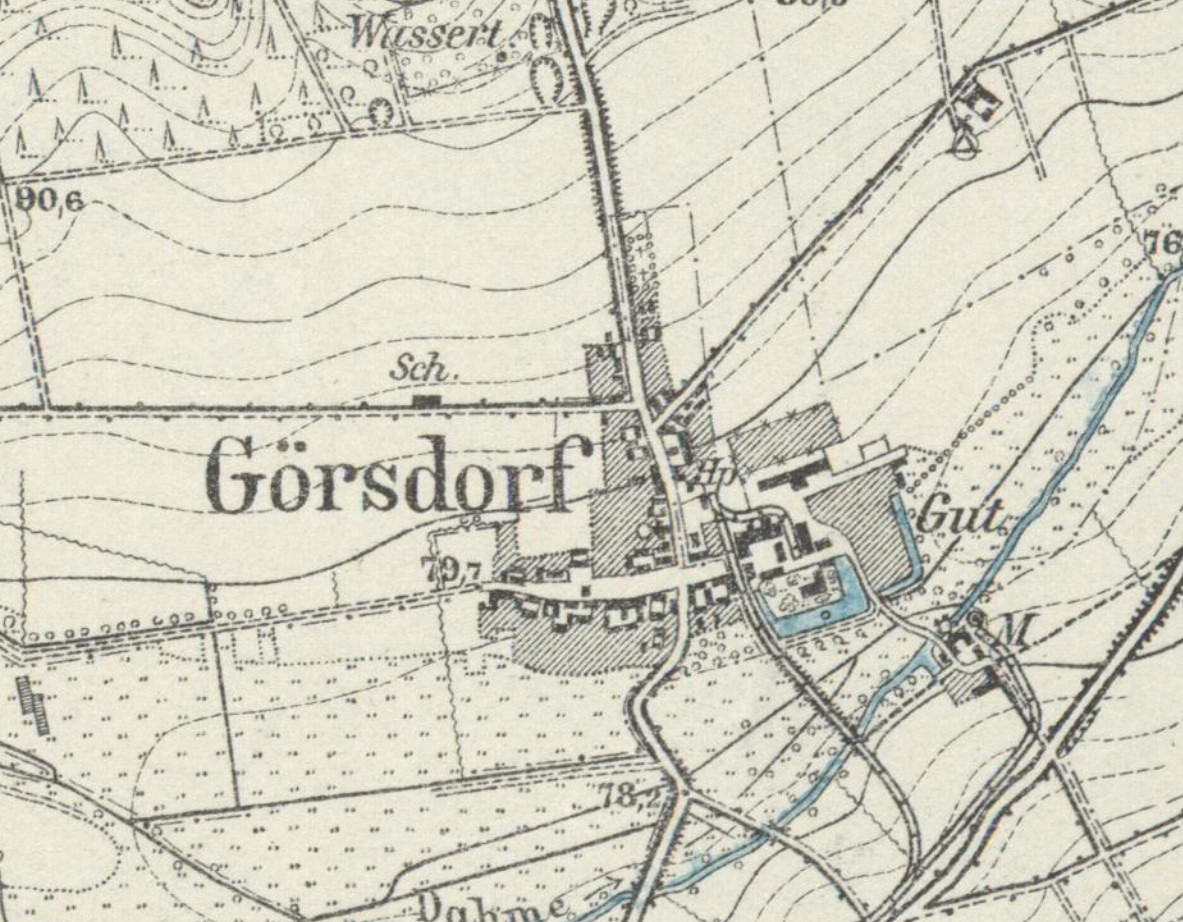
Görsdorf auf dem Messtischblatt Bl. 4046 Petkus von 1902, mit der vermutlich 1875 erbauten Windmühle nordöstlich des Dorfkerns

August Schumann beschreibt die Bachmühle 1818 als Walk- und Schneidemühle. 1821 erhielt sie der Mühlenmeister Johann Gottlieb Schreiber in Erbpacht. 1836 ließ er links der Dahme eine neue Schneidemühle errichten. Auf dem rechten Dahmeufer soll sich die Mahl- und Ölmühle befunden haben. Vermutlich ist die Bezeichnung Ölmühle irrig, denn wenige Jahre zuvor und danach war sie eine Walkmühle.

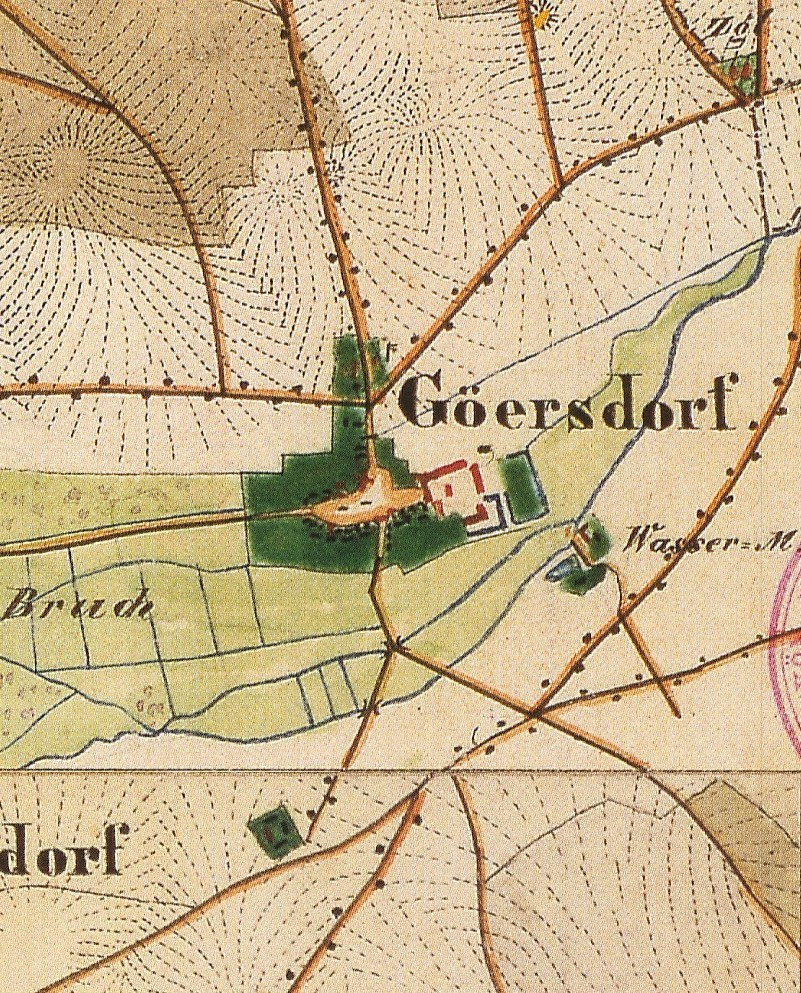
Görsdorf, Ausschnitt aus den Urmesstischblätter 4046 Petkus von 1847 und 4146 Dahme/Mark von 1847, kombiniert

Die Topographisch-statistische Uebersicht des Regierungs-Bezirks Potsdam und der Stadt Berlin von 1841 (Zustand von 1837) beschreibt die Bachmühle als Wassermahl-, Walk- und Schneidemühle. 1842 nahm Mühlenmeister Johann Gottlieb Schreiber bauliche Veränderungen an der Mühle vor. Welche Baumaßnahmen er veranlasste, ließ sich bisher nicht ermitteln. Johann Gottlieb Schreiber ist 1849 (oder kurz zuvor) gestorben. 1849 verkauften die Erben des Johann Gottlieb Schreiber ihre Erbpachts-Wassermühle mit zwei Mahlgängen, einem Schneidewerk und einem Walk- und Stampfwerk mit dem dazu gehörenden Mühlen- und Wirtschaftsinventar, einem zweistöckigen Wohnhaus mit Schankwirtschaft, Scheune, Stallung, Remisen, zwei Gärten, zwei Wiesen von 123 Quadratruten und 12 Morgen 112 Quadratruten Ackerland. Der Schätzwert wurde mit 4070 Talern, 20 Groschen und 11 Pfennigen angegeben. Hinzu kamen noch weitere Parzellen auf der Liebsdorfer und Liedekahler Feldmark sowie drei weitere Parzellen.
1858 wurde die Bachmühle auch Sornower Wassermühle genannt, nach der Schäferei Sornow bzw. der (wüsten) Feldmark Sornow. Die Bachmühle lag auf der Feldmark des wüst gefallenen Dorfes Sornow, hart an der Grenze zur Gemarkung Liebsdorf, auf der um 1700 eine Schäferei des Rittergutes Görsdorf aufgebaut worden war. Dort existierte allerdings schon 1592 ein älteres Vorwerk, das im Dreißigjährigen Krieg zerstört worden war. Die Bachmühle war 1858 eine Getreidemahl-, Schneide- und Ölmühle. Das Walk- und Stampfwerk war wieder durch eine Mahl- und Ölmühle ersetzt worden. Nach Riehl und Scheu 1861 gehörten zur Bachmühle zwei Wohnhäuser, in denen 17 Personen lebten.
1866/67 gehörte die Mühle nachweislich einem Eduard Unverdorben, Teilhaber an Tabak- und Cigarettenfabriken sowie einer Firma für Wechselgeschäfte. Laut der Erklärungstafel am ehemaligen Mühlengebäude soll er das neue Wohnhaus geplant haben und den Bau ausführen lassen. Sehr wahrscheinlich war er bereits der Käufer der Bachmühle, als sie 1849 verkauft worden war. Der geschilderte Bau des zweiten Wohnhauses muss auf jeden Fall vor 1860 ausgeführt worden sein, denn Riehl und Scheu erwähnen ja bereits zwei Wohnhäuser. Um 1865 wurde die Mühle auf Dampfbetrieb umgestellt. Der Anbau für die Dampfmaschine und der Schornstein für das Heizwerk blieben erhalten.
Laut Erklärungstafel gehörte die Bachmühle 1876 einer Familie Scharlau. Möglicherweise handelte es sich bei dieser Familie aber auch nur um Pächter oder angestelltes Personal, denn der nächste Besitzer, Ferdinand Seyler aus Berlin, der von 1880 bis 1889 als Besitzer nachgewiesen ist, war ebenfalls Teilhaber der Tabak- und Cigarettenfabriken.
1889 wurde die Bachmühle zusammen mit dem Rittergut von Gustav Roesicke erworben, der sie dann mit dem Gut bewirtschaftete. Um 1900 wurde die Mühle bereits zur Stromerzeugung genutzt und versorgte das Gutshaus mit Strom. 1915 beantragte Roesicke, dass das Staurecht für die Görsdorfer Mühle festgeschrieben wurde.
Nach Franz Müller gab es Ende des 19. Jahrhunderts zwei Turbinenantriebe. Nach der Website Ländliche Baukultur soll die Mühle eine stehende und eine liegende Francis-Turbine gehabt haben. 1928 beantragte der Gutsverwalter Egloff Martin Wilhelm von Tippelskirch die gewerbepolizeiliche Genehmigung zum Einbau einer Turbine. Welche Turbine damals ersetzt werden sollte oder ob eine zusätzliche Turbine beantragt wurde, konnte nicht ermittelt werden. Egloff von Tippelskirch war der Schwiegersohn des Gustav Roesicke und mit Gertrud Roesicke verheiratet. Er war Verwalter für die Gustav Roesickeschen Erben. Nach Juschus soll 1924 der Betrieb eingestellt worden sein. 1930 soll das Mühlengewerbe abgemeldet worden sein, und die Mühle diente wohl nur noch der Stromerzeugung.
Das Rittergut Görsdorf und die Bachmühle Görsdorf wurden 1937 an Karl Bürger, Fabrikant von Wernigerode verkauft. Er wurde 1948 in der Bodenreform enteignet.

## Gebäude und wasserbauliche Anlagen
Die Entstehungszeit des heutigen Mühlengebäudes wird in der Literatur unterschiedlich angegeben. Bereits beim Verkauf der Bachmühle 1849 wird das Wohnhaus schon als zweistöckig beschrieben. Es ist denkbar, dass es sich schon um das heutige zweistöckige Gebäude handelt. Laut Juschus soll das Gebäude aber erst 1856 entstanden sein, und nach der Erklärungstafel wurde es erst um/nach 1867/67 durch Eduard Unverdorben erbaut. Franz Müller nennt das mit der letzteren Angabe nahezu übereinstimmende Baujahr 1865. Nach dem Zweiten Weltkrieg wurden Umsiedlerfamilien in dem Gehöft untergebracht. Ab etwa 1956 hatte die örtliche Bäuerliche Handelsgenossenschaft ihren Sitz in dem Gebäude. 1960 übernahm die Landwirtschaftliche Produktionsgenossenschaft das Mühlengehöft. Von 1975 bis 1991 stand das Gebäude leer. Danach übernahm es die Treuhand. Von 1994 bis 1999 war es im Besitz der Berliner Marktbetriebe GmbH, die jedoch keine größeren Veränderungen oder Instandsetzungen am Gebäude vornahm. 1999 kauften Kerstin Neubauer und Frank Zehner das Grundstück und sanierten das Mühlengebäude und die Nebengebäude. Es wurde als Restaurant und Pension genutzt. Derzeit (2021) ist das Restaurant geschlossen und wird wohl nicht mehr geöffnet werden (Auskunft Frank Zehner).
An der flussseitigen Wand des Mühlengebäudes erkennt man noch das runde Loch, durch das die Radachse geführt wurde. Umrisse des Radhauses oder Reste des Gerinnes sind nicht auszumachen. Nach einem Bericht von Birgit Keilbach über den Mühlentag 2018 sollen zwei oberschlächtige Wasserräder die Walk-, Säge- und Ölmühle angetrieben haben.

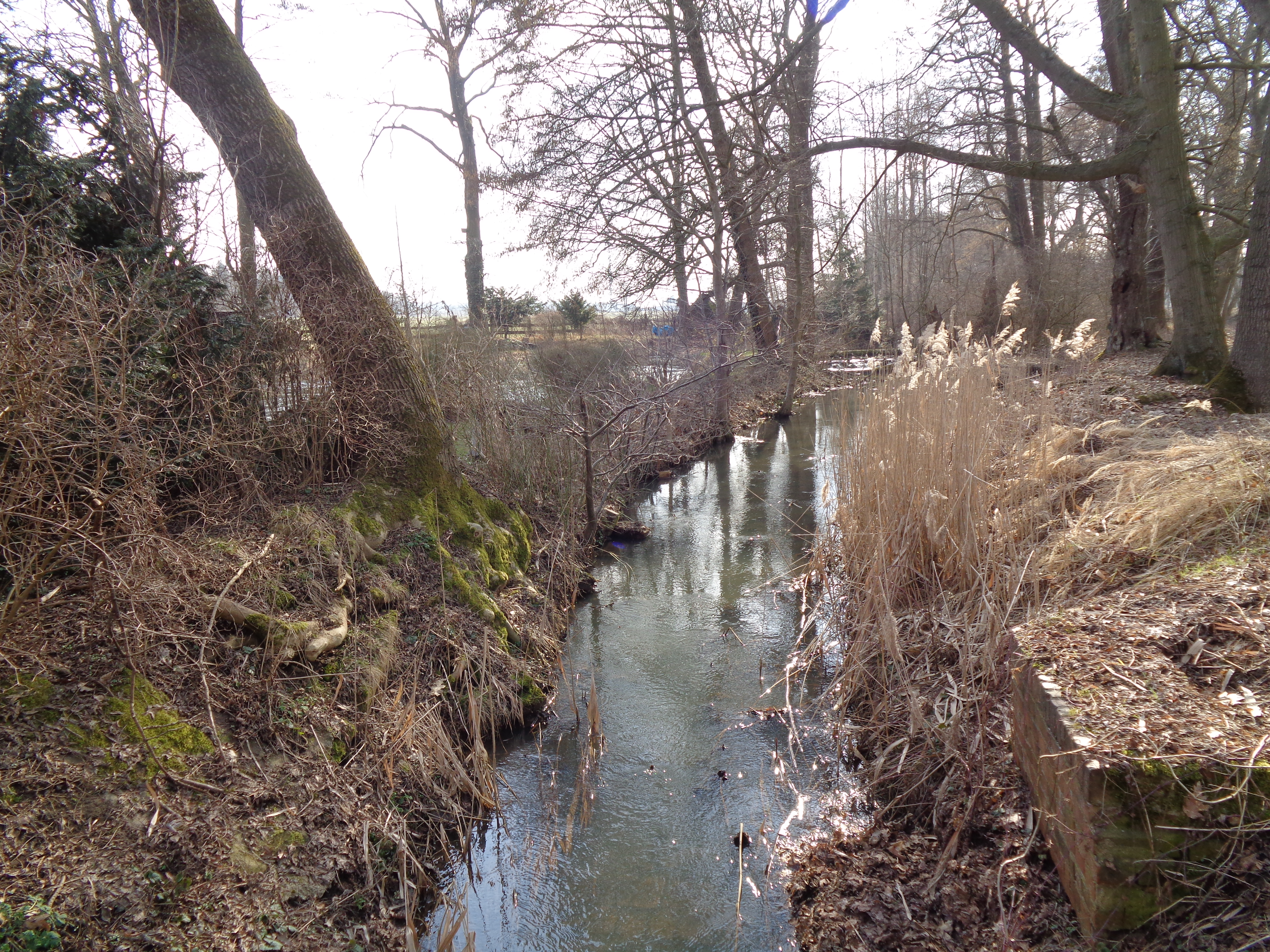
Bachmühle Görsdorf, kanalisierte Dahme oberhalb der Bachmühle mit Mühlenteich (links im Hintergrund)

Bereits auf dem Urmesstischblatt 4147 Uckro von 1847 ist ein Mühlenteich eingezeichnet. Er ist schon auf dem Messtischblatt von 1902 nicht mehr eingezeichnet. Er wurde jedoch nach 1999 wieder hergestellt. Die Dahme passiert den Mühlenstandort über zwei Staustufen direkt am Gebäude vorbei.